# St. Josef-Hospital Bochum
Das St. Josef-Hospital Bochum ist ein Krankenhaus in Bochum-Grumme, am Stadtpark Bochum gelegen. Es ist Universitätsklinikum der Ruhr-Universität Bochum und gehört zum Katholischen Klinikum Bochum (KKB). Im Jahr 2018 wurden rund 34.500 Patienten stationär und rund 133.000 ambulant behandelt. Beschäftigt werden mehr als 2600 Mitarbeiter.

## Geschichte

### Gründungszeit

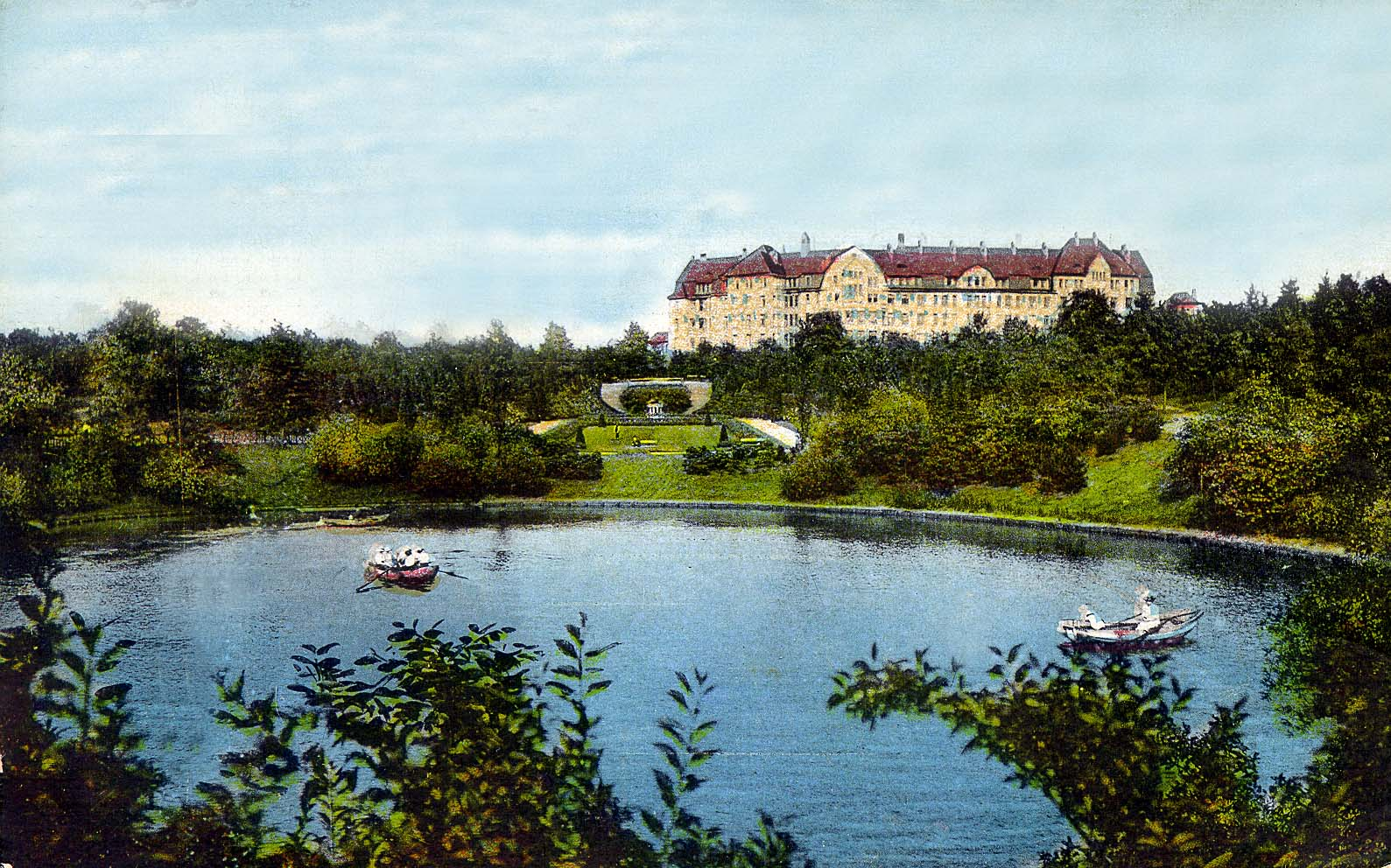
Historische Abbildung des St. Josef-Hospitals am Stadtpark (1911)

Im Jahre 1909 schlossen die Stadt Bochum und die St.-Elisabeth-Stiftung einen Vertrag zur Schaffung ausreichender „Patienten-Isolierungsmöglichkeiten“. Das Kuratorium der St. Elisabeth-Stiftung beschloss 1909 den Bau des St. Josef-Hospitals, das Grundstück wurde von der Grummer Gutsbesitzerin Aloysia Höhne geschenkt. 1910 beauftragte das Kuratorium den Architekten Alexander Cazin in Münster mit der Planung des Krankenhauses. 1911 eröffnet die St. Elisabeth-Stiftung das St. Josef-Hospital mit einer Hauptabteilung für innere Erkrankungen und je einer Belegabteilung für Gynäkologie und Geburtshilfe sowie für Dermatologie und Venerologie.
1911 nahmen die ersten sieben Barmherzigen Schwestern vom Orden des Heiligen Vincenz von Paul aus dem Mutterhaus Paderborn ihren ständigen Dienst im St. Josef-Hospital auf. Zum ersten Chefarzt berief das Kuratorium 1911 Josef Lossen. 1922 wurden eine chirurgische Abteilung und eine HNO-Belegabteilung eröffnet. Für das Hauptgebäude plant der Bochumer Architekt Bernhard Wielers 1926 einen Erweiterungsbau. 1927 segnete der Paderborner Bischof Caspar Klein die neu errichtete Krankenhauskapelle. 1928 wurde eine Augen-Belegabteilung eröffnet.

### Zeit des Nationalsozialismus
Die Machtergreifung der Nationalsozialisten führte zu großen Schwierigkeiten: Die Mitarbeiter des Krankenhauses versorgten von den Nationalsozialisten verfolgte Menschen mit großer Hilfsbereitschaft. 1939 wurde ein großer Kneipp-Stützpunkt eröffnet. Mit Beginn des Zweiten Weltkriegs wurden viele Ärzte und Pfleger zum Kriegsdienst eingezogen. 1940 richteten die staatlichen Behörden am Standort der heutigen Liegend-Anfahrt einen Wasserbunker ein, 1941 wurde für die Notversorgung der Bevölkerung während der Bombardierungen ein Luftschutzbunker errichtet. Während des Kriegs wurde das Krankenhaus – im Gegensatz zur Schwesterklinik, dem St. Elisabeth-Hospital in der Bochumer Innenstadt – kaum beschädigt.

### Nachkriegszeit
1949 wurde der Luftschutzbunker durch Bernhard Wielers umgebaut. 1958 wurde ein achtstöckiger Anbau mit 66 Krankenzimmern, in denen 210 Patienten versorgt wurden, eröffnet. 1959 wurde das Hauptgebäude umfassend renoviert und modernisiert, 1961 ein Behandlungstrakt mit Labor, Röntgenräumen und OP-Sälen gebaut. 1962 wurden die neurologische und die radiologische Klinik feierlich eröffnet, 1969 innerhalb der Radiologischen Klinik die Isotopenabteilung eingerichtet. 1971 wurde ein Erweiterungsbau für die Neurologie und die Infektionsabteilung fertiggestellt und 1976 eine interdisziplinäre Intensivstation eingerichtet.

### Universitätsklinik der Ruhr-Universität Bochum
1977 wurde das St. Josef-Hospital in den Rang einer Universitätsklinik erhoben, 1981 die Orthopädische Klinik eröffnet und 1981 ein Linksherzkatheter-Messplatz angeschafft. 1983 wurde die „Westfälische Landeskinderklinik“ eingegliedert. 1986 wurde ein Linearbeschleuniger installiert.
Der Neubau der Orthopädie wurde 1991 fertiggestellt, 1994 ein neuer OP-Trakt mit sechs OP-Sälen. 1995 wurde ein gefäßchirurgischer Schwerpunkt eingerichtet. 1998 wurde die internistische Klinik in die Medizinische Klinik I und II aufgeteilt. 

### 21. Jahrhundert
Das neue Hörsaalzentrum für Hochschul-Vorlesungen, Fortbildungen und Veranstaltungen nahm 2003 seinen Betrieb auf, 2004 die neue Patientenaufnahme. 2005 wurden das St. Josef-Hospital und das St. Elisabeth-Hospital zur St. Josef- und St. Elisabeth-Hospital gGmbH zusammengelegt. Heute steht das Haus in der Trägerschaft des Katholischen Klinikums Bochum gGmbH.
2006 wurde das neue Infektionshaus errichtet, 2010 das „JosefCarrée“ mit Arztpraxen, Serviceeinrichtungen und einer Krankenstation eröffnet. 2013 wurde ein großes Bettenhaus mit 88 Patientenzimmern fertiggestellt. 2019 wurde das Institut für Forschung und Lehre (IFL) eröffnet. Im gleichen Jahr hat das Klinikum mit dem Bau eines OP-Zentrums begonnen, das am 29. September 2021 eröffnet wurde.
In der Nacht vom 18. auf den 19. November 2021 brach in einem Labortrakt im Untergeschoss des Hauses C ein Brand aus, der durch den Einsatz von drei Löschtrupps der Bochumer Berufsfeuerwehr unter Kontrolle gebracht werden konnte. Das Feuer zerstörte das Zentrallabor des Klinikverbunds.

## Struktur

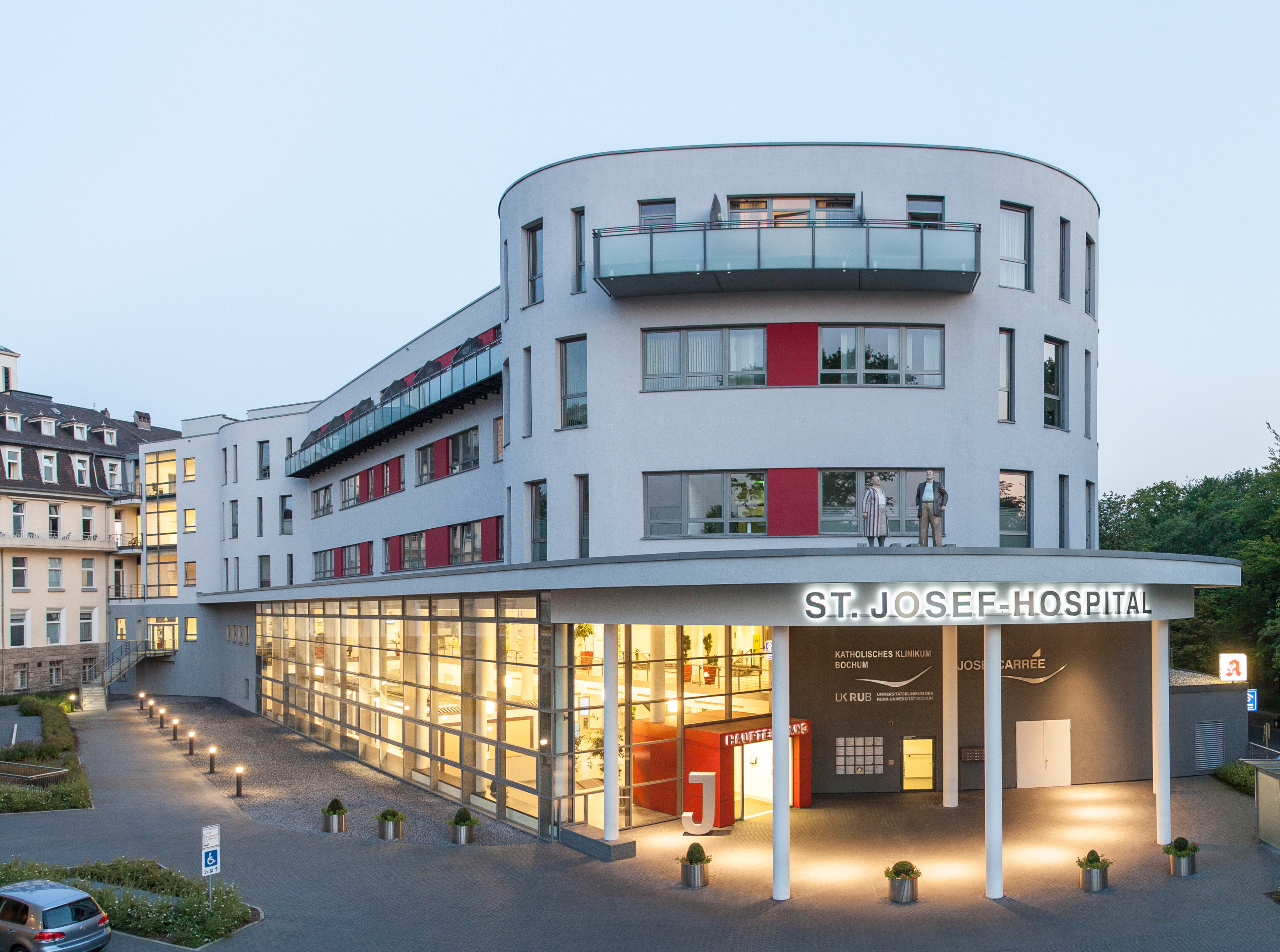
Haupteingang des St. Josef-Hospitals (2012)

### Fachabteilungen
- Allgemeine Innere Medizin – Medizinische Klinik I
- Allgemein- und Viszeralchirurgie
- Anästhesiologie und Intensivmedizin
- Dermatologie, Allergologie und Venerologie
- Diabetologie, Endokrinologie und Stoffwechsel
- Diagnostische und Interventionelle Radiologie und Nuklearmedizin
- Gastroenterologie
- Gefäßchirurgie
- Hämatologie, Onkologie und Palliativmedizin
- Kardiologie – Medizinische Klinik II
- Kinder- und Jugendmedizin
- Neurologie
- Orthopädie und Unfallchirurgie
- Radiologie und Neuroradiologie
- Strahlentherapie

### Ambulanzklinik
Die im Jahre 2010 eröffnete Ambulanzklinik am St. Josef-Hospital mit zwei Studienambulanzen und einer Kassenärztlichen Notfallpraxis befindet sich am „JosefCarrée“, neben weiteren Facharztpraxen und anderen Dienstleistern wie Apotheke und Sanitätshaus.